# اکسید قلع ایندیم

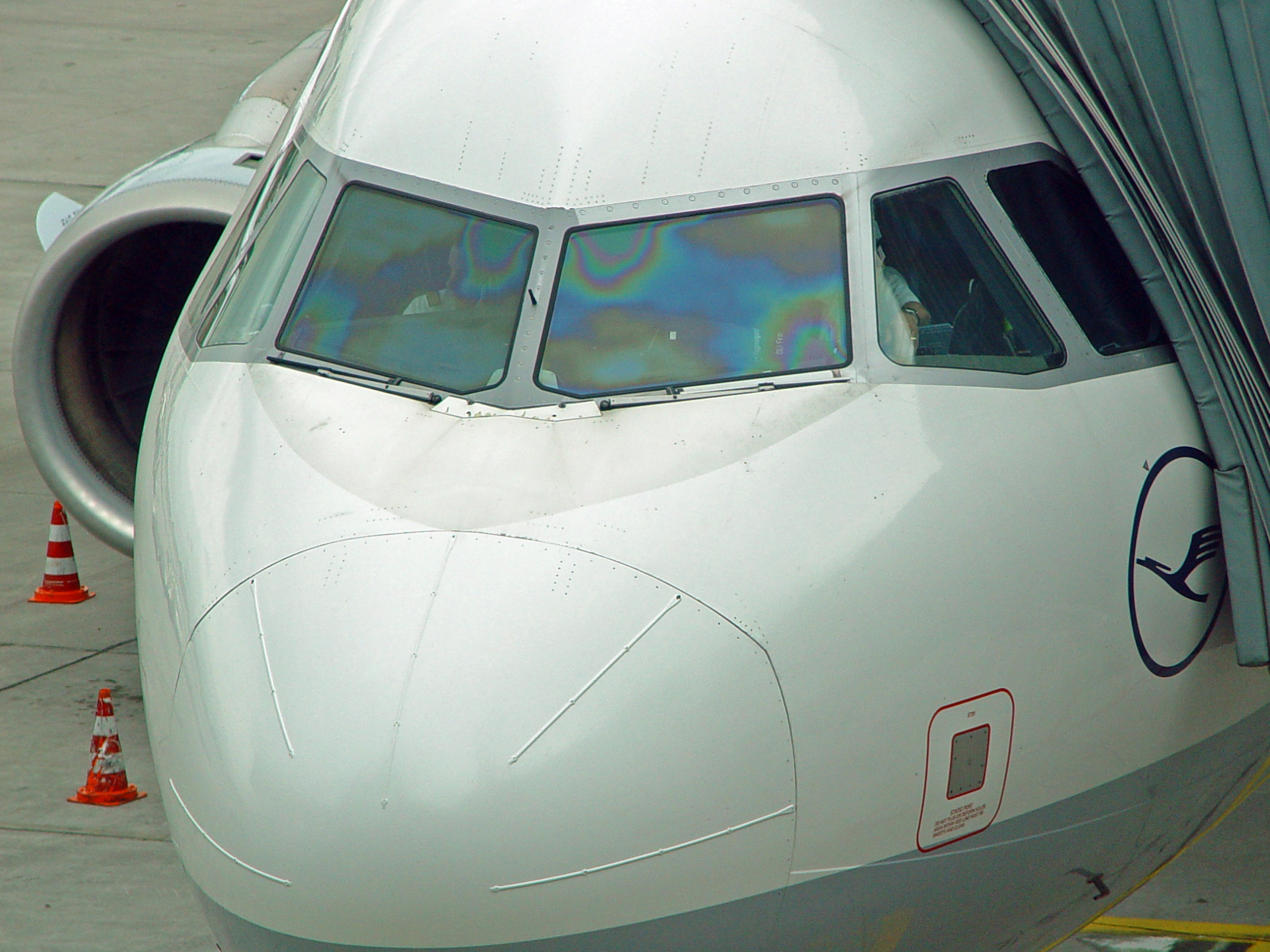
تداخل لایه-نازک ایجاد شده توسط لایه ITO بر روی شیشه یک هواپیما که برای ذوب یخ از آن استفاده می شود. ضخامت این فیلم به صورت عمدی یکسان نیست تا عملکرد بهتری به دلیل نسبت فاصله الکترودها داشته باشد

اکسید قلع ایندیم (به انگلیسی: Indium tin oxide, (ITO)) یک ترکیب سه‌گانه از عناصر ایندیم، قلع و اکسیژن می‌باشد. بسته به درصد اکسیژن، می‌توان آن را یک سرامیک یا آلیاژ نامید. در لایه‌های نازک به صورت شفاف و بدون رنگ دیده می‌شود، در حالیکه در حالت ضخیم و فشرده به صورت زرد کم‌رنگ و خاکستری دیده می‌شود. در محدوده نور مادون قرمز مانند فلزها به صورت یک آینه عمل می‌کند.
اکسید قلع ایندیوم به چند دلیل یکی از پرکاربردترین اکسیدهای رسانای شفاف می‌باشد: یکی رسانایی الکتریکی و دیگری شفافیت نوری و همچنین قابلیت نشست دهی آسان آن به صورت یک لایه یا فیلم نازک بر روی سطوح. مانند تمام لایه‌های رسانای شفاف دیگر، باید مصالحه‌ای بین شفافیت و رسانایی در نظر گرفت، چرا که افزایش ضخامت و افزایش تراکم حاملان بار، رسانایی را افزایش داده ولی شفافیت را کاهش می‌دهد.

## کاربرد
اکسید قلع ایندیوم یکی از مواد الکترونیک نوری (اپتوالکترونیک) است و هم در تحقیقات و هم در صنعت کاربرد فراوانی دارد. اکسید قلع ایندیوم یا ITO کاربردهای فراوانی دارد از جمله: نمایشگرهای صفحه مسطح، پنجره‌های هوشمند، الکترونیک پایه پلیمری، فتوولتائیک لایه نازک، درهای شفاف سردخانه‌ها و….
معمولاً از ITO برای ساخت لایه نازک شفاف رسانا در صفحه‌های ال‌سی‌دی، نمایشگرهای صفحه تخت، نمایشگرهای پلاسما، پنل لمسی و جوهر الکترونیکی استفاده می‌شود.